# Lawrence Khai Saen-Phon-On
Lawrence Khai Saen-Phon-On (Thai: ลอเรนซ์ คายน์ แสนพลอ่อน; * 17. August 1928 in Ban Thung-Mon, Landkreis Sakon Nakhon, Nordost-Thailand (dem so genannten Isan – บ้านทุ่งมน ตำบลเชียง เครือ อำเภอเมือง จังหวัดสกลนคร); † 24. Juli 2007) war Erzbischof des Erzbistums Thare und Nonseng (Archidioecesis Tharensis et Nonsengensis, อัครสังฆมณฑลท่าแร่-หนองแสง) in Sakon Nakhon in Thailand.

## Leben
Lawrence Khai Saen-Phon-On empfing am 16. Januar 1957 die Priesterweihe in Tha Rae (ท่าแร่ – meist Thare geschrieben). Am 6. März 1980 wurde er von Johannes Paul II. zum Erzbischof von Thare und Nonseng bestellt, am 16. Juli von seinem Amtsvorgänger Michel Kien Samophithak geweiht. 2004 wurde seinem Rücktrittsgesuch durch Johannes Paul II. stattgegeben.